# Die Verheißung des Weltfriedens
Die Verheißung des Weltfriedens ist eine 1985 veröffentlichte Botschaft des Universalen Hauses der Gerechtigkeit, der demokratisch gewählten, führenden Institution der weltweiten Bahāʾī-Gemeinde. Sie wendet sich „an die Völker der Welt“ und beschreibt wesentliche Voraussetzungen für die Schaffung von Frieden und Wohlstand in der Welt.
Diese Botschaft wurde im Zusammenhang mit dem von den Vereinten Nationen (UNO) ausgerufenen Internationalen Jahres des Friedens (1986) publiziert. Bis Januar 1988 war die Friedenserklärung 198 Staatsoberhäuptern vorgelegt worden, 75 direkt und 123 indirekt. Die Erklärung war in 76 Sprachen übersetzt worden, und schätzungsweise über eine Million Exemplare waren an Menschen in aller Welt verteilt worden.

## Hintergrund
Eines der zentralen Prinzipien und Ziele des Bahaitums ist die Errichtung des Weltfriedens. In seinen Briefen an die Herrscher seiner Zeit fordert Bahāʾullāh, der Stifter des Bahaitums, die Obrigkeiten auf, Gerechtigkeit zu üben, abzurüsten, einen Staatenbund zu etablieren und dem Krieg ein Ende zu setzen. Die Bahāʾī Schriften beschreiben einen positiven Frieden und die Einheit der Menschheit als die Grundvoraussetzung für diesen Frieden. Diese Einheit beruhe auf dem Abbau jeglicher Diskriminierung, seien sie rassistischer, religiöser oder nationaler Art. Die Gleichberechtigung der Frauen müsse erreicht und soziale Ungleichheit abgebaut werden. Das Prinzip der Einheit erfordere „… nichts Geringeres als den Wiederaufbau und die Entmilitarisierung der ganzen zivilisierten Welt …“.
In seinen Ansprachen während seines Aufenthaltes in den Vereinigten Staaten betont ʿAbdul-Bahāʾ, der Sohn des Stifters, wiederholt, wie wichtig es sei, sich für den Frieden einzusetzen. So sprach er als einer der Hauptredner während der 18. Lake Mohonk Friedenskonferenz. Am Ende des Ersten Weltkriegs schrieb er einen ausführlichen Brief an die Zentralorganisation für einen dauerhaften Frieden im Haag.
Nach seiner ersten Wahl 1963 führte das Universale Haus der Gerechtigkeit diese Tradition fort, Aufrufe zum Frieden an die Weltöffentlichkeit zu richten. So publizierte es 1967 das Buch „Die Verkündigung Bahá’u’lláhs“. 1985 folgte die Botschaft „Die Verheißung des Weltfriedens“. Nach den Terroranschlägen am 11. September 2001 veröffentlichte es 2002 einen Brief „An die Führer der Religionsgemeinschaften weltweit“ und appelliert an die Verantwortung der Religionsführer, sich für den Frieden in der Welt einzusetzen. In einem Schreiben „an die Bahá'í der Welt“ im Januar 2019 betont diese Institution erneut die herausragende Bedeutung der Errichtung des Weltfriedens. Sie stellt die Pflicht der ganzen Menschheit heraus, den Weltfrieden zu errichten. Ebenso fordert sie die Bahāʾī-Weltgemeinde auf, ihren Beitrag zu dieser Entwicklung zu leisten und ihrer Rolle als Modell für diesen Prozess gerecht zu werden.

## Die Friedensbotschaft
Das Universale Haus der Gerechtigkeit eröffnet diese Friedensbotschaft mit der Vision, dass der Weltfriede nicht nur möglich, sondern unausweichlich sei. Dabei stünden wir vor der Wahl, diesen Frieden jetzt durch einen konsultativen Willensakt zu errichten, oder dass wir später durch unvorstellbare Schrecken zu einer Einigung gezwungen würden. Die Botschaft betont in diesem Zusammenhang die Verantwortung aller Erdbewohner für den Prozess, den Frieden zu begründen. 
Aggression und Konflikt seien allerdings dermaßen zu Kennzeichen unserer Gesellschaft geworden, dass viele Menschen dieses Verhalten als ein Wesensmerkmal des Menschen hielten und Friede deshalb als Utopie betrachteten. Die Botschaft hält diese Vorstellung für ein Zerrbild des Menschen und schreibt diese Ansicht der aktuellen Stufe der Menschheit in ihrer geschichtlichen Entwicklung zu, die es zu überwinden gelte.
Diese Botschaft betont die Rolle der Religionen beim Aufbau der Kulturen in der Welt, weshalb unabhängig von Religionen der Frieden nicht erreichbar sei. Die in allen großen Religionen zu findende goldene Regel zeige ihre Frieden schaffende Grundhaltung und Einheit stiftende Absicht. Gewalt und Fanatismus, die von einigen religiösen Gruppierungen ausgehe, zeige nur deren geistigen Bankrott. 
Allerdings würden in zunehmendem Maße Religionen und deren Institutionen als irrelevant für die wesentlichen Fragen dieser Welt angesehen. Die an ihre Stelle tretenden Ideologien hätten es aber bis heute nicht geschafft, der Mehrheit der Menschen Frieden zu bringen. Eine kleine Minderheit schwelge in übermäßigem Reichtum, während der Großteil der Völker immer tiefer in Hunger und Elend versinke.
Verträge über die Reduzierung oder Abschaffung von Waffen reichten nicht aus, den Frieden zu sichern. Auch ohne Waffen hätten mächtige Staaten die Fähigkeit, massiven Druck auf andere Staaten auszuüben. Praktische und punktuelle Lösungen können Konflikte nicht verhindern. Ein dauerhafter Friede müsse auf einem allumfassenden Rahmen beruhen. 
Eines der Hindernisse, den Frieden zu errichten, beruhe auf dem Glauben, der Mensch sei unverbesserlich aggressiv und selbstsüchtig. Weitere schwerwiegende Barrieren seien Rassismus, krasse Unterschiede zwischen Arm und Reich, ungezügelter Nationalismus und religiöser Streit. Wesentliche Schritte in Richtung des Friedens seien die Emanzipation der Frau und eine universale Bildung, besonders der Mädchen. Der Frieden müsse auf der Grundlage menschlicher Werte errichtet werden.
Dieser Frieden lasse sich nur auf dem Prinzip der „Einheit der Menschheit“ gründen. Biologisch gesehen gebe es nur eine Menschheit. Ausgrenzungen jeglicher Art müssten abgelegt werden. Dieses Prinzip sei die grundlegende Voraussetzung für die Neuordnung der Welt. Diese Einheit, wie sie die Bahāʾī-Schriften forderten, sei eine Einheit in Mannigfaltigkeit. 
Der Friede müsse durch Beratung innerhalb allumfassender Versammlungen beschlossen werden und die Anarchie, die heute der nationalstaatlichen Souveränität anhaftet, überwunden werden. Das Fernziel sei die Vereinigung aller Völker dieser Welt in einer universalen Familie. Die Bahāʾī der Welt, insbesondere die verfolgten Bahāʾī im Iran, mögen als Beispiel dienen, dass eine solche Entwicklung zur Einheit der Menschheit möglich sei.